# U–1226
Az U–1226 tengeralattjárót a német haditengerészet rendelte a hamburgi Deutsche Werft AG-től 1941. augusztus 25-én. A hajót 1943. november 24-én vették hadrendbe. Egy járőrutat tett, amelynek során az Atlanti-óceánon eltűnt.

## Pályafutása
Az U–1226 egyetlen harci küldetésére 1944. szeptember 30-án futott ki a norvégiai Hortenből. Izland és Feröer között hajózott el, majd folytatta útját az Atlanti-óceán északi részén. Október 23. után nem jelentkezett, pusztulását feltehetően a légzőcső meghibásodása okozta. A hajó teljes legénysége, 56 ember odaveszett.

## Kapitány
| Név                     | Kezdőnap           | Zárónap           |
| ----------------------- | ------------------ | ----------------- |
| August-Wilhelm Claussen | 1943. november 24. | 1944. október 23. |

## Őrjárat
| Indulás | Indulónap            | Érkezés | Zárónap           |
| ------- | -------------------- | ------- | ----------------- |
| Horten  | 1944. szeptember 30. | *       | 1944. október 23. |

* A tengeralattjáró nem érte el úti célját, eltűnt